# 胃液
胃液（いえき、英: gastric juice）、食べ物を消化するために胃で分泌される消化液である。体液ではない。中に含まれる塩酸は胃酸とも呼ばれる。1日の分泌量は1500-2000mLである。強酸性で、pHは通常 1 - 1.5 程度。塩酸および酸性条件下で活性化するタンパク分解酵素（ペプシン）が含まれており、これによってタンパク質を分解し（ペプトン）小腸での吸収を助ける。また同じく酵素のリパーゼは主に脂肪を分解する。胃液分泌には脳相、胃相、腸相がある。
胃液はまた、感染症の原因になる細菌やウイルスを殺菌したり、あるいは一部の有害物質を分解することで、これらから身を守る生体防御システムとしての役割も担っている。例えばコレラ菌は胃酸によってほとんどが死滅してしまうため、大量の菌が潜入しないかぎり感染は起こらないが、胃酸の分泌が少ない低酸症の患者などでは少量の菌でも発症する。多くの細菌が胃液によって殺菌されるが、中には赤痢菌のように胃酸に強く100個以下の菌でも感染するものや、ヘリコバクター・ピロリなどのように胃酸を中和して胃の内部で生息するものもいる。
胃自体は胃液による消化を免れるシステムを備えているが、そのシステムの弱体化、胃酸の過剰によって潰瘍が起こることがある。塩酸は分泌細胞のプロトンポンプで生成され、ヒスタミンH2受容体刺激によって分泌が亢進する。そのためこれらを薬理学的に抑制すると症状を緩和することができる。

## 名称
胃液は日本語の俗称として虫酸（虫唾、むしず）と呼ぶことがあり、「虫酸が走る」という慣用句でよく用いられる。胃液が、食道や口腔内に流れ出る事を指し、嘔吐しそうに気分が悪い事を表す。